# Orpecacantha aphrodite
Orpecacantha aphrodite is een vlinder uit de familie dominomotten (Autostichidae). De wetenschappelijke naam is voor het eerst geldig gepubliceerd in 1986 door Gozmany.
Deze vlinder komt voor in Europa.